# Sedrun
Sedrun este centrul administrativ al comunității Tujetsch din districtul Surselva, cantonul Graubünden, Elveția. Sedrun se află amplasat între satele Camischolas și Bugnei, în apropiere de Rinul Anterior. El se află la altitudinea de 1,405 m, ocupă suprafața de 133.91 km² și avea în 2009, 1.791 loc. După construirea șoselei și căii ferate ce traversează Pasul Sankt Gotthard și Pasul Oberalp, localitatea are legături  cu celalte regiuni alpine din sudul Elveției.